# Dorfkirche Lieske

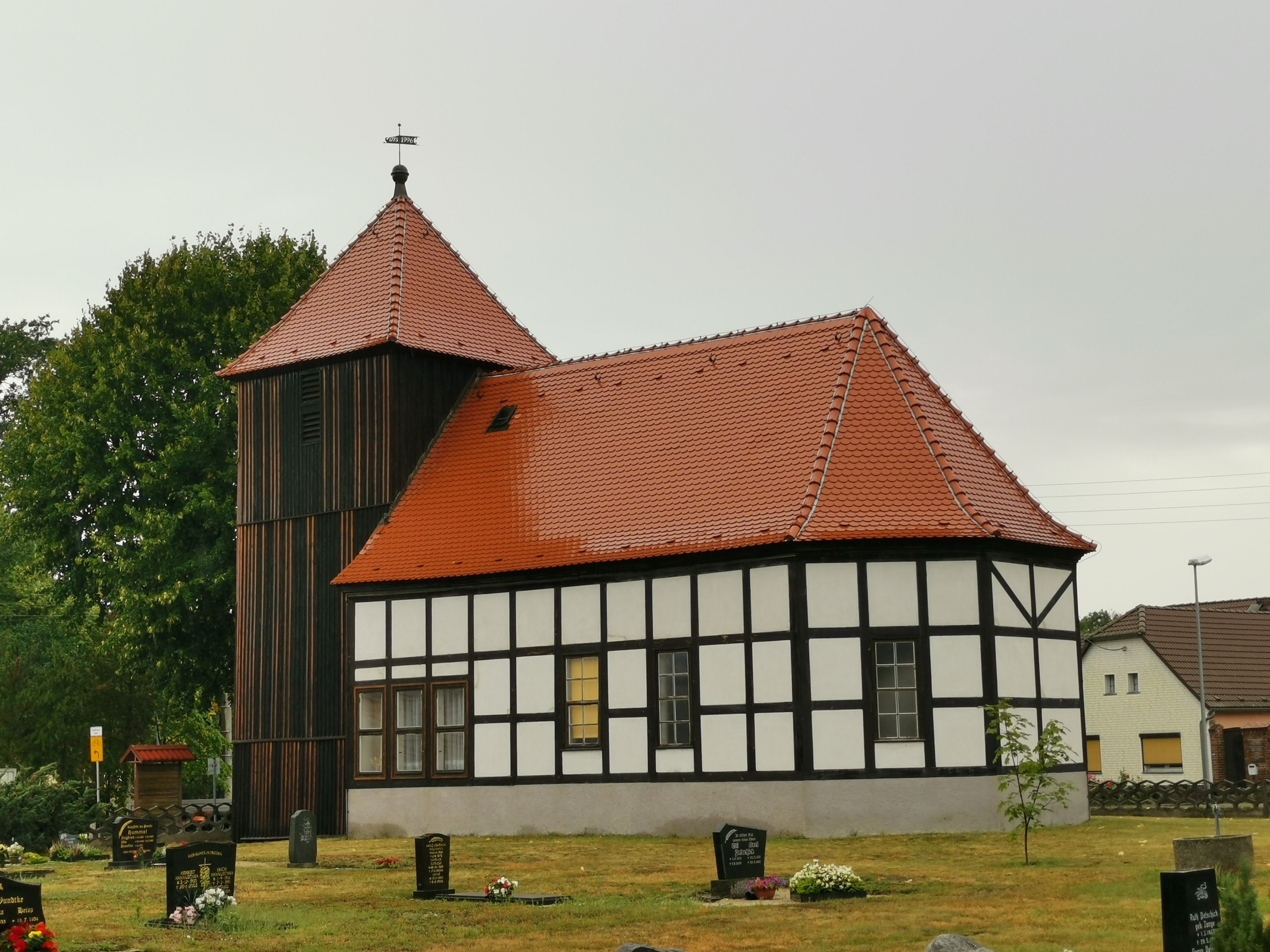
Dorfkirche Lieske (2020)

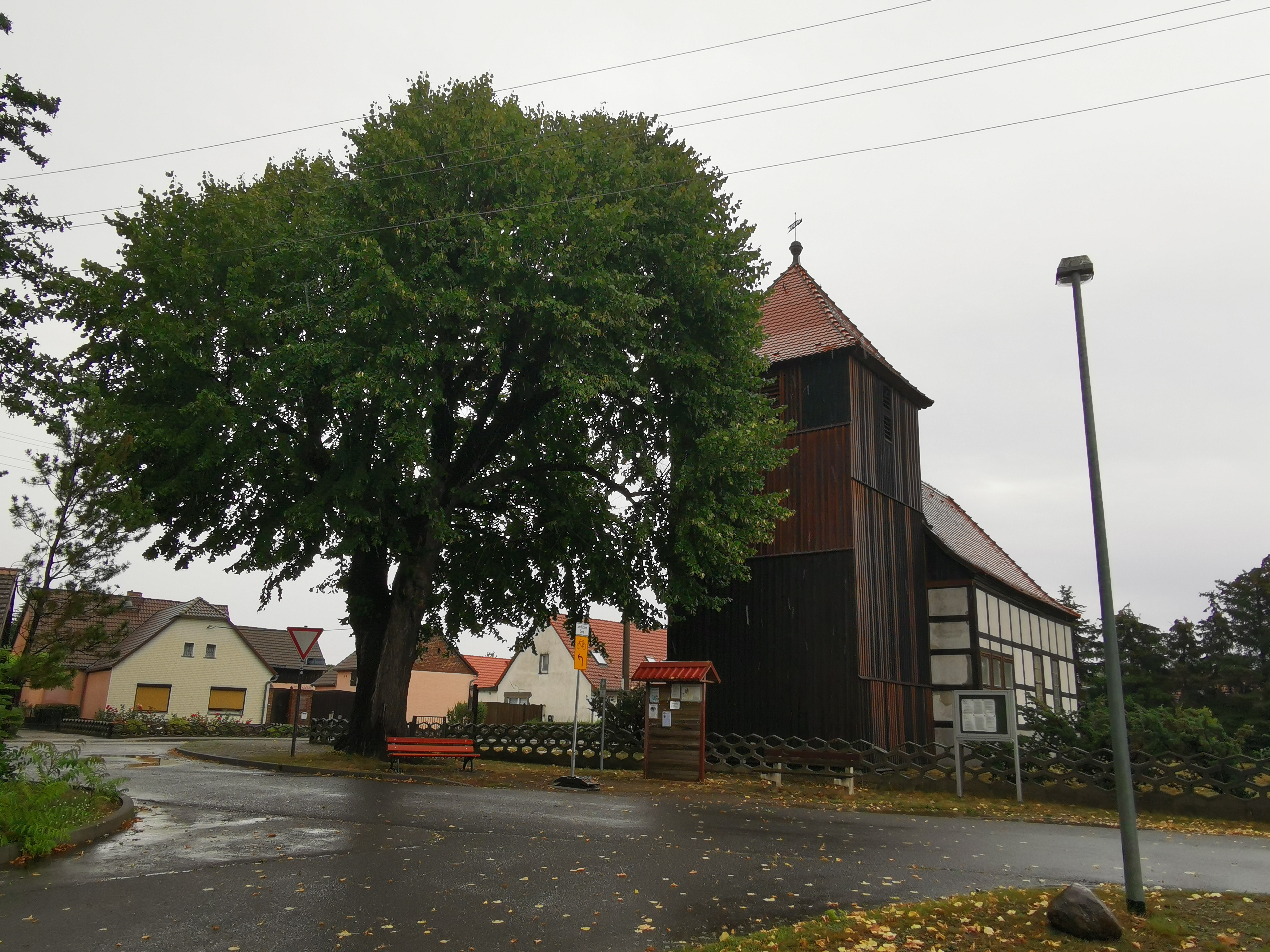
Naturdenkmal Sommerlinde vor der Kirche

Die Dorfkirche Lieske ist das Kirchengebäude in dem zur Gemeinde Neu-Seeland gehörenden Dorf Lieske im Landkreis Oberspreewald-Lausitz im Süden des Landes Brandenburg. Die Kirche gehört der Kirchengemeinde Lieske im Kirchenkreis Cottbus, der Teil der Evangelischen Kirche Berlin-Brandenburg-schlesische Oberlausitz ist. Das Gebäude steht unter Denkmalschutz.

## Lage
Die Bundesstraße 156 führt von Nordwesten kommend in östlicher Richtung durch den Ort. Von ihr zweigt die Liesker Dorfstraße nach Süden hin ab. Die Kirche steht südöstlich dieser Kreuzung auf einem Grundstück mit einem Kirchfriedhof, der mit einer Mauer aus Betonformsteinen eingefriedet ist.

## Geschichte
Die Dorfkirche Lieske wurde im Jahr 1750 gebaut. Abweichende Quellen geben auch 1628 als Baujahr an, was sich jedoch möglicherweise auf einen Vorgängerbau bezieht. Die Kirche ist eine Fachwerkkirche mit dreiseitigem Ostschluss und einem verbretterten Westturm, der bereits im Jahr 1707 gebaut wurde. Im Jahr 1970 war die Kirche derart baufällig geworden, dass sie geschlossen werden musste. Ab 1974 wurde die inzwischen baufällige Kirche erneuert, dabei wurde unter anderem Baumaterial der Dorfkirche Sorno genutzt, die dem Braunkohletagebau Sedlitz weichen musste.
Die Kirchengemeinde Lieske gehörte ursprünglich zum Kirchenkreis Spremberg in der Evangelischen Landeskirche der älteren Provinzen Preußens und nach deren Zerfall ab 1945 zur Landeskirche Evangelische Kirche von Berlin-Brandenburg. Der Kirchenkreis Spremberg fusionierte am 1. Juli 1998 mit dem Kirchenkreis Senftenberg zum Kirchenkreis Senftenberg-Spremberg. Die Evangelische Kirche von Berlin-Brandenburg und die Evangelische Kirche der schlesischen Oberlausitz schlossen sich 2004 zur Evangelischen Kirche Berlin-Brandenburg-schlesische Oberlausitz zusammen. Der Kirchenkreis Senftenberg-Spremberg wurde am 1. Januar 2020 aufgelöst, seitdem gehört die Kirchengemeinde Lieske zum Kirchenkreis Cottbus.

## Baubeschreibung

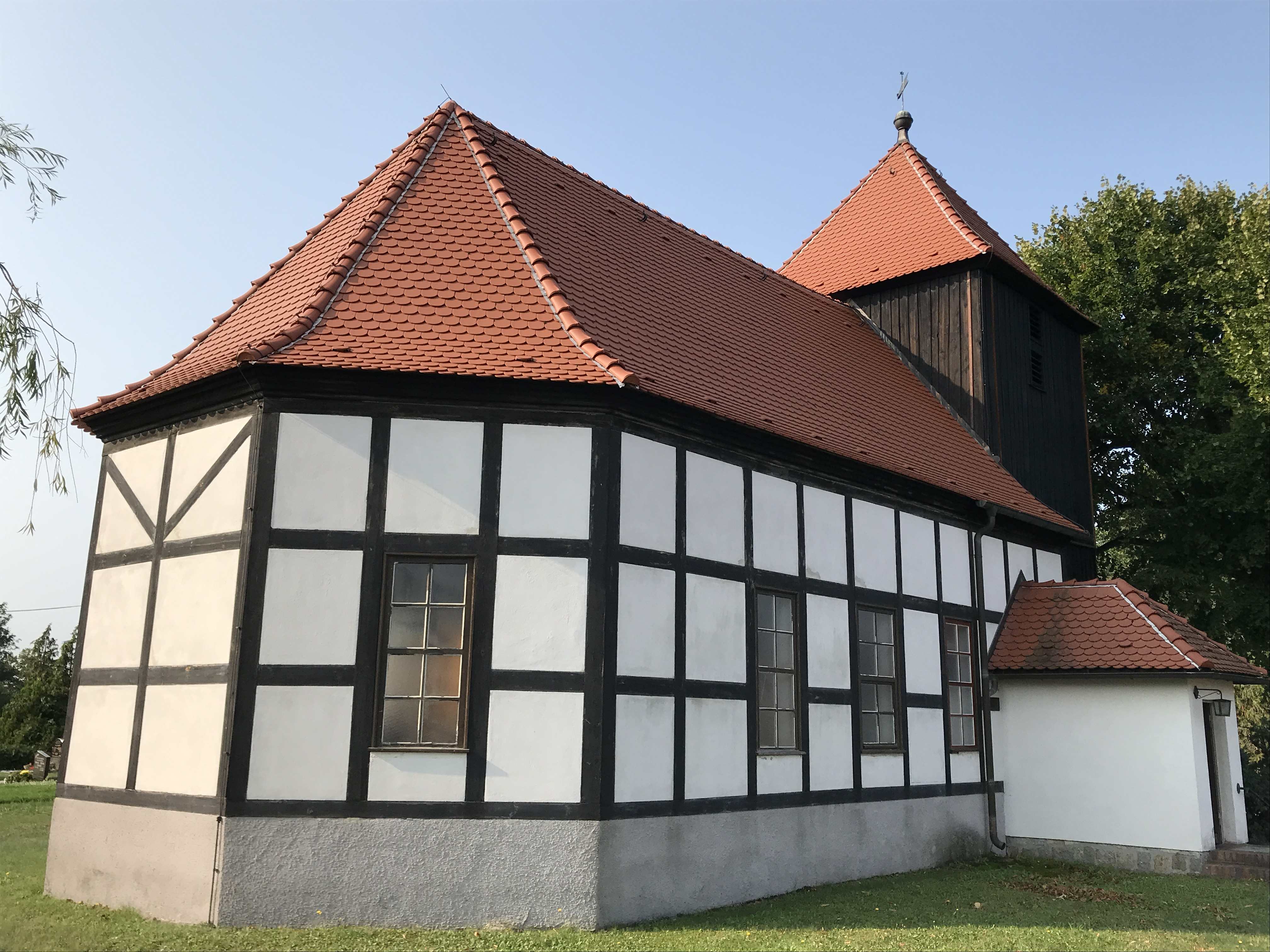
Ansicht von Nordosten

Das Bauwerk entstand im Wesentlichen aus hölzernem Fachwerk, dessen Gefach aus Mauersteinen besteht, die anschließend verputzt wurden. Der Chor ist polygonal und nicht eingezogen. An der Nordost- und Südostseite ist je ein hochrechteckiges Fenster.
Das Kirchenschiff hat einen rechteckigen Grundriss. An seiner Nordseite sind drei hochrechteckige Fenster. Nach Westen folgt ein ebenfalls rechteckiger Vorbau, der von Norden her betreten werden kann. An der Südseite sind zunächst zwei hochrechteckige Fenster sowie im Westen eine Fenstergruppe aus drei gekuppelten Fenstern. Die Westwand ist fensterlos. Das Schiff trägt ein schlichtes Satteldach, das nach Osten hin abgewalmt ist.
Der Kirchturm hat einen quadratischen Grundriss und ist gegenüber dem Schiff eingezogen. Er ist vollständig verbrettert und besitzt im Norden eine kleine Tür. Im Glockengeschoss sitzen an den drei zugänglichen Seiten kleine hochrechteckige Klangarkaden. Der Turm schließt mit einem Pyramidendach, Turmkugel und Kreuz ab.

## Ausstattung
Zur Kirchenausstattung gehörte ursprünglich ein Altarretabel aus dem Jahr 1695, von dem jedoch nur noch das Altarblatt mit der Kreuzigung Christi sowie die Predella mit dem Abendmahl Jesu vorhanden sind. Es ist zwischen Puttenköpfen eingerahmt.
Ein Taufengel stammt aus der Mitte des 18. Jahrhunderts und wurde 1988 überfasst. Das 1,63 m große Werk befand sich zu einer früheren Zeit in der Mitte vor dem Altar. Nach der Renovierung in den 1980er Jahren hängt er seitlich in einem modernen Taufständer. Ursprünglich war der Taufengel mit einer Öse am Hinterkopf befestigt. Dies führte dazu, dass die Taufschale sich in einer waagerechten Position befand. Das Brandenburgische Landesamt für Denkmalpflege und Archäologische Landesmuseum (BLDAM) empfiehlt eine Sanierung; dabei sollten einzelne, mittlerweile gelockerte Malschichten gegebenenfalls gefestigt werden.
In Kirche befand sich ab 1827 eine Orgel von Johann Christoph Schröther der Jüngere, die im Jahr 1980 in die Bekenntniskirche nach Berlin-Alt-Treptow kam.
Die Kirchenglocke wird auf das Jahr 1717 datiert.